# 瑞典語維基百科
瑞典語維基百科（瑞典語：Svenskspråkiga Wikipedia）是維基百科協作計劃的瑞典語版本，由非營利組織──維基媒體基金會維持負責。目前是各語言維基百科計劃中，條目數量排名第5的維基百科，有近260万个条目，但大部分條目是由網絡機器人Lsjbot創建。瑞典語維基百科計劃開始於2001年5月23日，是維基百科第四早的語言版本，次於英語、德語及加泰羅尼亞語版本。瑞典語維基百科管理員施行任期制，任期一年，可以連選連任。瑞典语版本的维基百科也是少数仍然将条目品质分为三个级别的维基百科之一。

## 条目内容品质
瑞典语维基百科的条目按质量可以分为推荐条目（Rekommenderade artiklar）、优良条目（Bra artiklar)和典范条目（Utmärkta artiklar）三个等级。其中典范条目机制开始于2004年4月29日，而推荐条目则开始于2008年8月26日。截至2024年12月15日，瑞典语维基百科分别有推荐条目975个，优良条目472个和典范条目364个。
2012年9月27日，瑞典语维基百科的條目数量达到了500,000 2013年6月15日，瑞典语维基百科的数量达到了1,000,000。2016年11月，當Lsjbot不再為瑞典语维基百科新建條目時，瑞典语维基百科條目数量已增加到近380万，在當時成為條目數量第二多的維基百科。不過很多條目的內容缺少来源佐證，而且不少條目內容肤浅、过时，此外還有重複創建條目的問題。此後瑞典語維基百科開始大量刪除條目，删除條目的速度开始超过新建條目的速度。截至2021年3月，瑞典語條目数量降至330万以下，截至2021年12月，條目数量又降至280万以下。

## 外部連結
- 瑞典語維基百科 （页面存档备份，存于）